# 72e méridien ouest
En géographie, le 72e méridien ouest est le méridien joignant les points de la surface de la Terre dont la longitude est égale à 72° ouest.

## Géographie

### Dimensions
Comme tous les autres méridiens, la longueur du 72e méridien correspond à une demi-circonférence terrestre, soit 20 003,932 km. Au niveau de l'équateur, il est distant du méridien de Greenwich de 8 015 km,.
Avec le 108e méridien est, il forme un grand cercle passant par les pôles géographiques terrestres.

### Régions traversées
En commençant par le pôle Nord et descendant vers le sud au pôle Sud, Le 72e méridien ouest passe par:
| Coordonnées          | Pays, territoire ou mer | Notes |
| -------------------- | ----------------------- | --- |
| 90° 00′ N, 72° 00′ O | Océan Arctique          | |
| 83° 06′ N, 72° 00′ O | Canada                  | Nunavut, Île d'Ellesmere |
| 79° 41′ N, 72° 00′ O | Détroit de Nares        | |
| 78° 33′ N, 72° 00′ O | Groenland               | Terre d'Inglefield |
| 77° 54′ N, 72° 00′ O | Baie de Baffin          | |
| 77° 26′ N, 72° 00′ O | Groenland               | Kiatak (Île Northumberland) |
| 77° 18′ N, 72° 00′ O | Baie de Baffin          | |
| 71° 34′ N, 72° 00′ O | Canada                  | Nunavut – Île de Baffin, île Qikiqtaaluk et l'Île de Baffin à nouveau |
| 63° 23′ N, 72° 00′ O | Détroit d'Hudson        | |
| 61° 52′ N, 72° 00′ O | Canada                  | Nunavut – Île Wales |
| 61° 51′ N, 72° 00′ O | Détroit d'Hudson        | |
| 61° 41′ N, 72° 00′ O | Canada                  | Québec – passe juste à l'ouest de Sherbrooke |
| 45° 00′ N, 72° 00′ O | États-Unis              | Vermont New Hampshire – à partir de 44° 19′ N, 72° 00′ O Massachusetts – à partir de 42° 43′ N, 72° 00′ O Connecticut – à partir de 42° 01′ N, 72° 00′ O                                                         |
| 41° 19′ N, 72° 00′ O | Océan Atlantique        | Détroit de l'Île Fishers |
| 41° 17′ N, 72° 00′ O | États-Unis              | New York – Île Fishers |
| 41° 15′ N, 72° 00′ O | Océan Atlantique]       | Détroit de Block Island |
| 41° 03′ N, 72° 00′ O | États-Unis              | État de New York – Long Island |
| 41° 01′ N, 72° 00′ O | Océan Atlantique        | |
| 21° 58′ N, 72° 00′ O | Îles Turques-et-Caïques | Île North Caicos |
| 21° 54′ N, 72° 00′ O | Océan Atlantique        | |
| 19° 42′ N, 72° 00′ O | Haïti                   | |
| 18° 38′ N, 72° 00′ O | République dominicaine  | Sur environ 1 km |
| 18° 37′ N, 72° 00′ O | Haïti                   | |
| 18° 12′ N, 72° 00′ O | Mer des Caraïbes        | |
| 12° 15′ N, 72° 00′ O | Colombie                | |
| 11° 35′ N, 72° 00′ O | Venezuela               | Passe par le Lac Maracaibo |
| 7° 01′ N, 72° 00′ O  | Colombie                | |
| 2° 21′ S, 72° 00′ O  | Pérou                   | |
| 4° 38′ S, 72° 00′ O  | Brésil                  | Amazonie Acre – à partir de 7° 46′ S, 72° 00′ O |
| 10° 00′ S, 72° 00′ O | Pérou                   | Passe juste à l'ouest de Cusco à 13° 31′ S, 71° 58′ O |
| 17° 02′ S, 72° 00′ O | Océan Pacifique         | |
| 34° 07′ S, 72° 00′ O | Chili                   | Sur environ 6 km |
| 34° 11′ S, 72° 00′ O | Océan Pacifique         | |
| 34° 22′ S, 72° 00′ O | Chili                   | |
| 42° 09′ S, 72° 00′ O | Argentine               | |
| 43° 02′ S, 72° 00′ O | Chili                   | |
| 44° 46′ S, 72° 00′ O | Argentine               | Sur environ 14 km |
| 44° 54′ S, 72° 00′ O | Chili                   | |
| 47° 19′ S, 72° 00′ O | Argentine               | |
| 51° 49′ S, 72° 00′ O | Chili                   | Sur environ 12 km |
| 51° 56′ S, 72° 00′ O | Argentine               | Sur environ 3 km |
| 51° 58′ S, 72° 00′ O | Chili                   | Continent, Île Riesco et Péninsule de Brunswick (continent) |
| 53° 42′ S, 72° 00′ O | Détroit de Magellan     | |
| 53° 54′ S, 72° 00′ O | Chili                   | Île Clarence, Grande île de la Terre de Feu et l'Île London |
| 54° 43′ S, 72° 00′ O | Océan Pacifique         | |
| 60° 00′ S, 72° 00′ O | Océan Austral           | |
| 69° 02′ S, 72° 00′ O | Antarctique             | Île Alexander et le continent – – Liste des territoires revendiqués par l' Argentine (Antarctique argentin), le Chili (Province de l'Antarctique chilien) et le Royaume-Uni (Territoire antarctique britannique) |